# Потомци (филм из 2006)
Потомци (енгл. Children of Men) дистопијски је научнофантастични филм из 2006. који ју режирао мексички режисер Алфонсо Куарон. Филм је делимично базиран на догађајима из истоимене књиге енглеске списатељице Ф. Д. Џејмс. Филм је прво приказан у Уједињеном Краљевству 25. септембра 2006. а током новембра и децембра широм света.

## Прича
Година је 2029. а прошло је већ 18 година како се у свету није родила ниједна беба. Велика Британија једна је ретких држава која је успела да преживи немире и распад друштва захваљујући политици милитаристичког режима. У центру приче је Тео (Клајв Овен), некадашњи активиста а сада апатични бирократа који помаже бившој жени Џулијани (Џулијана Мур) да обезбеди путне исправе за младу избеглицу Ки (Клер-Хоуп Ешити) за коју се испоставља да је трудна. Уз помоћ свог старог пријатеља Џаспера (Мајкл Кејн) Тео покушава да заштити трудницу од опасности и тако сачува једину нада за спас човечанства.

## Пријем код публике
Филм је одлично прошао код критике.
93 процената критике на сајту Rotten Tomatoes било је позитивно и то са просечном оценом 8/10. Метакритик је филм оценио са 84/100 док га је часопис Ролинг стоун сместио на друго место најбољих филмова декаде.
Филм је на додели Оскара исте године добио три номинације и то за најбољи адаптирани сценарио, најбољу фотографију и најбољу монтажу.
Упркос томе, филм је финансијски лоше прошао инкасиравши свега 69.000.000 долара, док је на снимање филма потрошено 76.000.000.